# Avircato
Avircato (auch Jahuircato) ist eine Ortschaft im Departamento La Paz im südamerikanischen Andenstaat Bolivien.

## Lage im Nahraum
Avircato ist der achtgrößte Ort des Kanton Mecapaca im Municipio Mecapaca in der Provinz Murillo. Die Ortschaft liegt in einer Höhe von 2884 m am rechten, westlichen Ufer des Río de la Paz, der von der Departamento-Hauptstadt La Paz kommend nach Süden hin zum Río Beni fließt. Bei Avircato mündet von Nordwesten kommend der Río Aleluyani und von Südwesten der Río Saytu in den Río de la Paz.

## Geographie
Avircatoliegt an den Ostabhängen der Anden-Gebirgskette der Cordillera Central am Übergang zum bolivianischen Tiefland. Das Klima der Region ist ein typisches Tageszeitenklima, bei dem die mittlere Schwankung der Temperaturen im Tagesverlauf deutlicher ausfällt als im Jahresverlauf.
Die Jahresdurchschnittstemperatur der Region liegt bei etwa 16 °C (siehe Klimadiagramm Mecapaca), die Monatswerte schwanken zwischen knapp 14 °C im Juni/Juli und knapp 18 °C im November. Der Jahresniederschlag beträgt etwa 550 mm, bei einer ausgeprägten Trockenzeit von April bis September und einer kurzen Feuchtezeit von Dezember bis März.

## Verkehrsnetz
Avircato liegt in einer Entfernung von 26 Straßenkilometern südlich von La Paz, der Hauptstadt des gleichnamigen Departamentos.
Von La Paz führt eine Landstraße in südlicher Richtung vorbei am Valle de la Luna (Mondtal) und der Ortschaft Mallasa auf der linken Seite des Río de la Paz über Huajchilla nach Las Carreras, wo die Straße den Río de la Paz in westlicher Richtung auf zwei Brücken überquert und über Avircato weiter nach El Palomar und Huayhuasi führt.

## Bevölkerung
Die Einwohnerzahl der Ortschaft ist im vergangenen Jahrzehnt auf fast das Doppelte angestiegen:
| Jahr | Einwohner         | Quelle       |
| ---- | ----------------- | ------------ |
| 1992 | keine Detaildaten | Volkszählung |
| 2001 | 320               | Volkszählung |
| 2012 | 628               | Volkszählung |
| 2024 |                   | Volkszählung |

Die Region weist einen hohen Anteil an Aymara-Bevölkerung auf, im Municipio Mecapaca sprechen 83,0 Prozent der Bevölkerung Aymara.